# Stef Broenink
Stefan "Stef" Broenink (født 19. september 1990 i Apeldoorn, Holland) er en hollandsk roer.
Broenink vandt en sølvmedalje ved OL 2020 i Tokyo, hvor han sammen med makkeren Melvin Twellaar udgjorde den hollandske dobbeltsculler. Franskmændene Hugo Boucheron og Matthieu Androdias vandt guld i disciplinen, mens kineserne Liu Zhiyu og Zhang Liang vandt bronze.
Broenink og Twellaar vandt desuden en EM-guldmedalje i dobbeltsculler ved EM 2020 i Poznan og en sølvmedalje i samme disciplin ved EM 2021 i Varese. Han vandt desuden en EM-sølvmedalje i singlesculler ved EM 2019 i Luzern.

## OL-medaljer
- 2020:  Sølv i dobbeltsculler